# The Devil You Know
The Devil You Know är Heaven and Hells debutalbum, ej inräknat livealbumet Live from Radio City Music Hall. Första singeln ”Bible Black” släpptes sista mars 2009. Förutom den har även ”Eating the Cannibals” och ”Follow the Tears” släppts som singlar.

## Låtlista
1. "Atom and Evil"
2. "Fear"
3. "Bible Black"
4. "Double the Pain"
5. "Rock and Roll Angel"
6. "The Turn of the Screw"
7. "Eating the Cannibals"
8. "Follow the Tears"
9. "Neverwhere"
10. "Breaking into Heaven"